# Кар'єрне (село)
Кар'є́рне (до 1948 року — Яни-Котур, Котур Новий; крим. Yañı Qotur) — село (до 2013 року — селище) в Україні, у Євпаторійському районі Автономної Республіки Крим.
У 2011 році на території старого кар'єру неподалік села Кар'єрне було завершено будівництво останньої з чотирьох черг сонячної електростанції «Охотникове» загальною потужністю 80 МВт.